# Panis Racing
Panis Racing est une équipe de course d'endurance automobile.
Olivier Panis et Fabien Barthez ont créé l'écurie Panis-Barthez Compétition en 2016 pour concourir en European Le Mans Series, en Asian Le Mans Series (en 2018) et aux 24 heures du Mans.
Après une collaboration depuis le début avec Tech 1 Racing, dirigée par Sarah et Simon Abadie, les deux écuries fusionnent en 2020 pour devenir Panis Racing, Olivier Panis en étant le directeur.
En parallèle, l’écurie participe aux compétitions de eRacing en s’engageant en Le Mans Virtual Series.

## Historique
Olivier Panis, pilote français ayant remporté un Grand Prix de Formule 1, et Fabien Barthez, gardien de but de l'équipe de France de Football, Champion du Monde en 1998, décident, en 2016, de créer l'équipe Panis-Barthez Compétition. Olivier Panis est aux commandes en qualité de directeur de l’écurie tandis que Fabien Barthez est au volant. L'équipe bénéficie du soutien technique de Tech 1 Racing, la structure de Sarah et Simon Abadie.
L'écurie de sport automobile s'inscrit dans le championnat ELMS et aux 24 Heures du Mans.
En 2016, lors de sa 1re participation, l'écurie se classe 8e de sa catégorie aux 24 Heures du Mans 2016, le pilote rookie Timothé Buret reçoit le Prix Jean Rondeau et Muriel Belgy remporte le Trophée de la Communication ACO/UJSF.
Depuis 2017, l'écurie poursuit son engagement en ELMS et aux 24 Heures du Mans en LMP2 avec la nouvelle Ligier JS P217.

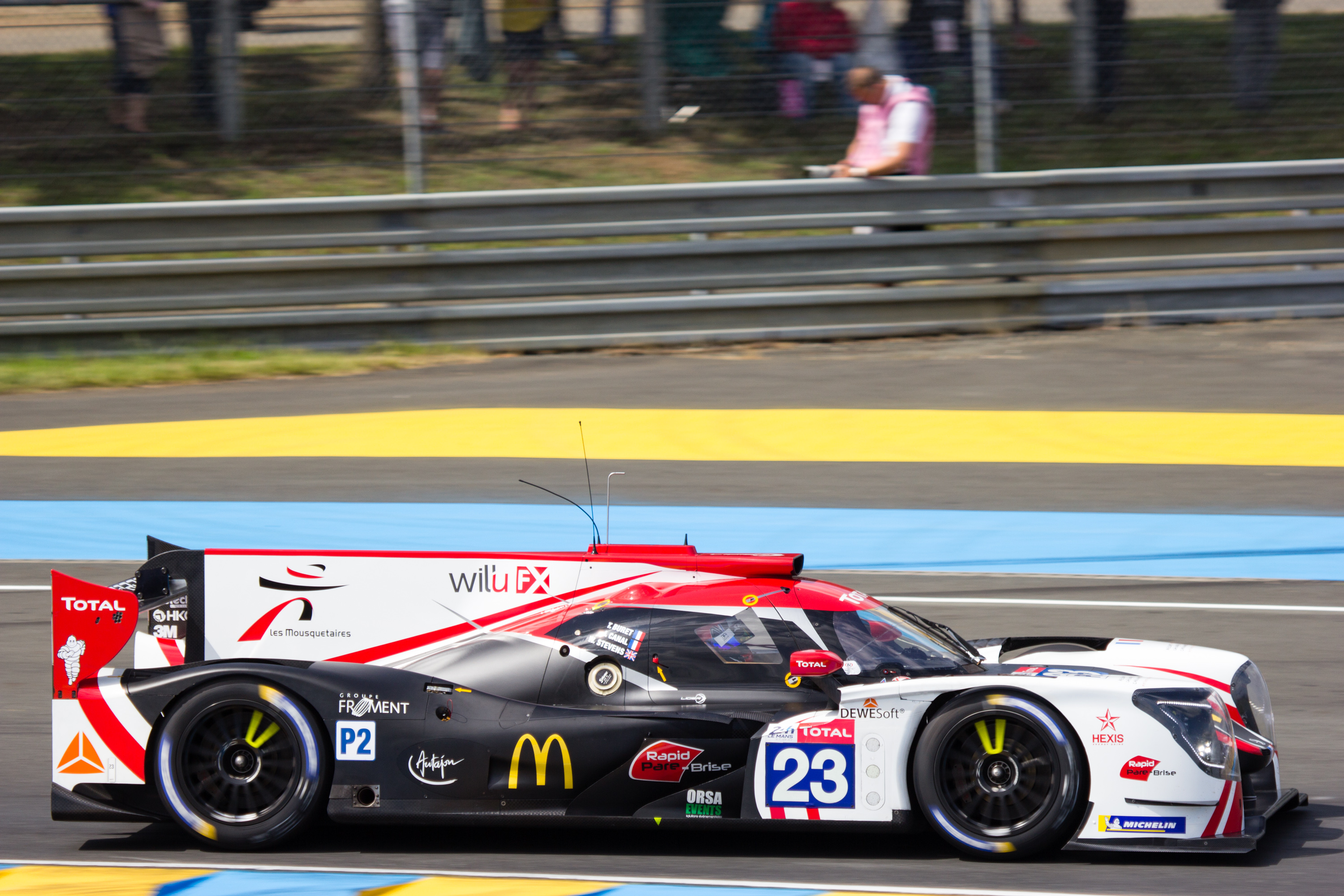
Ligier JS P217 de l'écurie Panis Barthez Compétition aux 24 Heures du Mans

En 2018, l'écurie participe de nouveau au championnat European Le Mans Series. Par rapport à la saison précédente, l'écurie ne participe pas à la catégorie LMP3 et se consacre uniquement à la catégorie LMP2. La Ligier JS P217 est confiée à l'Anglais Will Stevens et aux Français Julien Canal et Timothé Buret. Elle participe également aux 24 Heures du Mans avec ce même équipage.
Elle se lance également à la conquête de l’Asian Le Mans Series.
En 2019, l'écurie participe encore au championnat European Le Mans Series. Pour la première fois, elle fait rouler deux Ligier JS P217. La première, la no 23, est confiée à l'Autrichien René Binder, à l'Anglais Will Stevens et aux Français Julien Canal. La seconde, la no 24, est confiée au Français Timothé Buret, au Russe Konstantin Tereshchenko et au Néerlandais Léonard Hoogenboom. Les deux entités Panis-Barthez Compétition et Tech1 Racing participent à la saison du Blancpain GT Series Endurance Cup comprenant la 71e édition des 24 heures de Spa avec la Lexus RC F GT3 #23 dans la catégorie AM-CUP. En complément, afin de se préparer à la saison future, l’écurie s’engage dans trois courses en Blancpain GT World Challenge Europe.
En fin 2019, Fabien Barthez quitte l'écurie. En revanche, l'écurie renforce ses liens avec Tech1 Racing pour ne former pour 2020 qu'une seule écurie, qui prend le nom de Panis Racing.
En 2020, l'écurie participe de nouveau au championnat European Le Mans Series. Pour cela, elle s'appuie sur des partenaires tels que Goodyear et Total afin de faire rouler une Oreca 07 aux mains de Will Stevens et Julien Canal, pilotes qui évoluent dans la structure française depuis plus de deux saisons, et de Nico Jamin qui roulait auparavant pour l'écurie Duqueine Team. Will Stevens étant engagé dans le Championnat du monde d'endurance FIA avec l'écurie chinoise Jackie Chan DC Racing, il est remplacé par Matthieu Vaxivière pour les 24 Heures du Mans. À l'issue de l'épreuve mancelle, l'écurie tricolore monte sur la 3e marche du podium en catégorie LMP2.

L'Oreca 07 de l'écurie Panis Racing lors des 24 Heures du Mans

En 2021, Panis Racing décroche de nouveau la 3e place aux 24 Heures du Mans avec son Oreca 07 #65.
L'année 2022 est une nouvelle année de changement au sein de l'écurie Panis Racing. Will Stevens qui avait passé ses quatre dernières saisons au sein de l'écurie est parti chez Jota afin de pouvoir participer au Championnat du monde d'endurance FIA. Yann Belhomme rejoint l'écurie au poste de Strategy & Marketing Manager. À la suite de ces différents changements, l'écurie officialise son nouvel équipage avec Julien Canal qui continue l'aventure, Nico Jamin qui revient après une année dans l'écurie anglo-américaine United Autosports et l'arrivée de Job van Uitert avec qui Nico Jamin a partagé le volant la saison précédente. Dans la lignée de la saison précédente, les performances sont d'un bon niveau avec trois 2e places lors des 4 Heures de Monza, des 4 Heures de Barcelone, et des 4 Heures de Spa-Francorchamps et une 3e place lors des 4 Heures du Castellet pour finir 2e du championnat, le second podium en deux années consécutives dans le championnat European Le Mans Series, permettant d'obtenir une invitation automatique pour participer au 24 Heures du Mans.
En 2023, à la suite du départ de Julien Canal chez Alpine ELF Team, l'écurie Panis Racing remanie profondément son équipage afin de concourir dans le championnat European Le Mans Series. L'écurie mise sur l'expérimenté pilote néerlandais Job van Uitert, sur le jeune pilote néerlandais Tijmen van der Helm et sur l'ex pilote de Formule 1 Manuel Maldonado,. L'écurie obtient de nouveaux bons résultats avec deux 2e places lors des 4 Heures de Barcelone et des 4 Heures de Spa-Francorchamps et deux 3e places lors des 4 Heures de l'Algarve et des 4 Heures de Portimão, pour finir 3e du championnat, le troisième podium en trois années consécutives dans le championnat European Le Mans Series.

## Résultats

### Résultats aux24 Heures du Mans

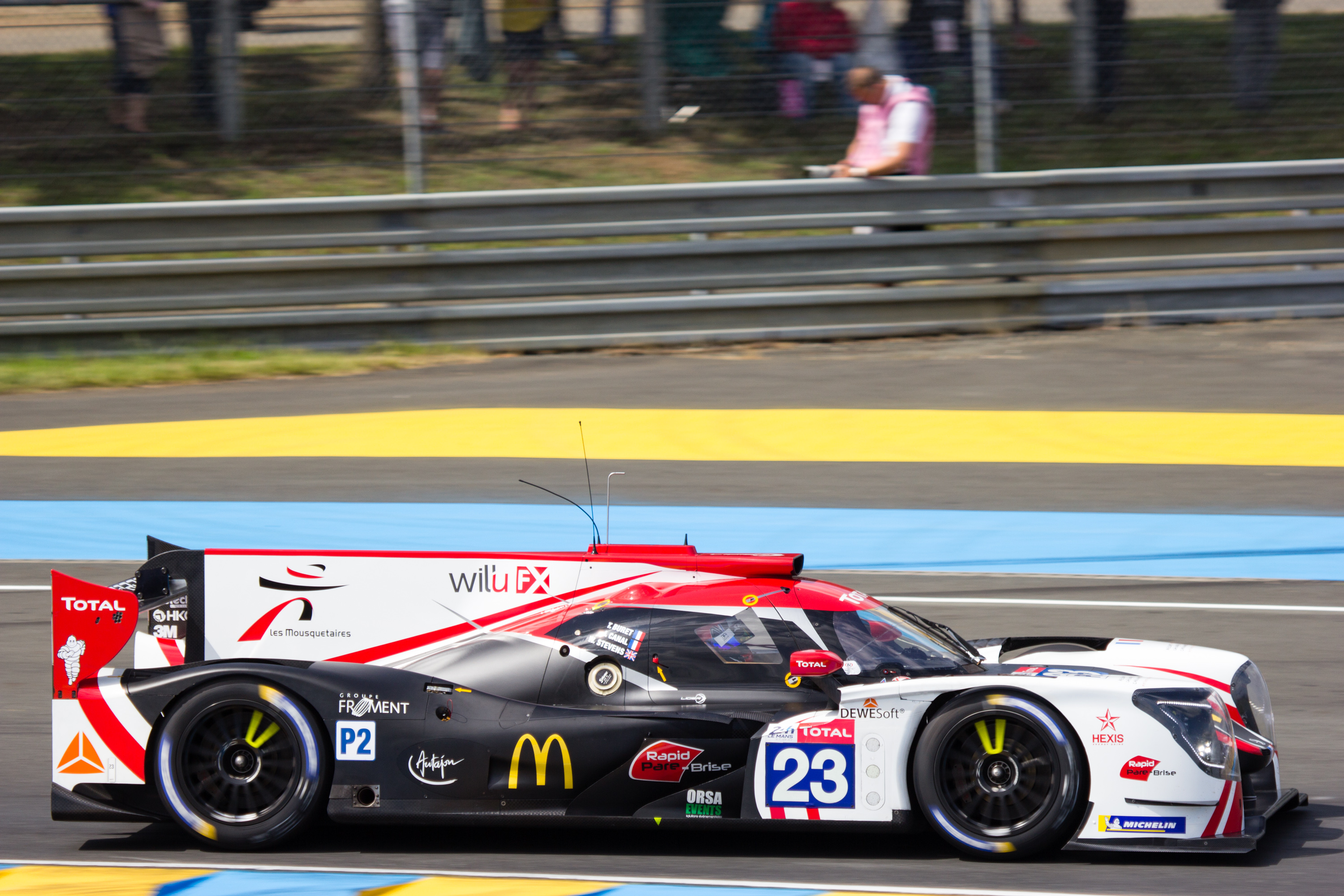
Ligier JS P217 de l'écurie Panis Barthez Compétition aux 24 Heures du Mans 2018

| Année | Classe | no | Pilotes                                             | Châssis                    | Pneus | Tours | Pos. | Pos. cat. |
| Année | Classe | no | Pilotes                                             | Moteur                     | Pneus | Tours | Pos. | Pos. cat. |
| ----- | ------ | -- | --------------------------------------------------- | -------------------------- | ----- | ----- | ---- | --------- |
| 2016  | LMP2   | 23 | Fabien Barthez Timothé Buret Paul-Loup Chatin       | Ligier JS P2               | M     | 347   | 12e  | 8e        |
| 2016  | LMP2   | 23 | Fabien Barthez Timothé Buret Paul-Loup Chatin       | Nissan VK45DE 4.5 L V8     | M     | 347   | 12e  | 8e        |
| 2017  | LMP2   | 23 | Fabien Barthez Timothé Buret Nathanaël Berthon      | Ligier JS P217             | M     | 296   | Abd  | Abd       |
| 2017  | LMP2   | 23 | Fabien Barthez Timothé Buret Nathanaël Berthon      | Gibson GK428 4,2 l V8 Atmo | M     | 296   | Abd  | Abd       |
| 2018  | LMP2   | 23 | Timothé Buret Julien Canal Will Stevens             | Ligier JS P217             | M     | 352   | 13e  | 9e        |
| 2018  | LMP2   | 23 | Timothé Buret Julien Canal Will Stevens             | Gibson GK428 4,2 l V8 Atmo | M     | 352   | 13e  | 9e        |
| 2019  | LMP2   | 23 | Julien Canal René Binder Will Stevens               | Ligier JS P217             | M     | 362   | 13e  | 8e        |
| 2019  | LMP2   | 23 | Julien Canal René Binder Will Stevens               | Gibson GK428 4,2 l V8 Atmo | M     | 362   | 13e  | 8e        |
| 2020  | LMP2   | 31 | Julien Canal Nico Jamin Matthieu Vaxivière          | Oreca 07                   | G     | 368   | 7e   | 3e        |
| 2020  | LMP2   | 31 | Julien Canal Nico Jamin Matthieu Vaxivière          | Gibson GK428 4,2 l V8 Atmo | G     | 368   | 7e   | 3e        |
| 2021  | LMP2   | 65 | Julien Canal Will Stevens James Allen               | Oreca 07                   | G     | 362   | 8e   | 3e        |
| 2021  | LMP2   | 65 | Julien Canal Will Stevens James Allen               | Gibson GK428 4,2 l V8 Atmo | G     | 362   | 8e   | 3e        |
| 2022  | LMP2   | 65 | Julien Canal Nico Jamin Job van Uitert              | Oreca 07                   | G     | 366   | 16e  | 11e       |
| 2022  | LMP2   | 65 | Julien Canal Nico Jamin Job van Uitert              | Gibson GK428 4,2 l V8 Atmo | G     | 366   | 16e  | 11e       |
| 2023  | LMP2   | 65 | Manuel Maldonado Tijmen van der Helm Job van Uitert | Oreca 07                   | G     | 316   | 25e  | 14e       |
| 2023  | LMP2   | 65 | Manuel Maldonado Tijmen van der Helm Job van Uitert | Gibson GK428 4,2 l V8 Atmo | G     | 316   | 25e  | 14e       |

### Résultats enEuropean Le Mans Series

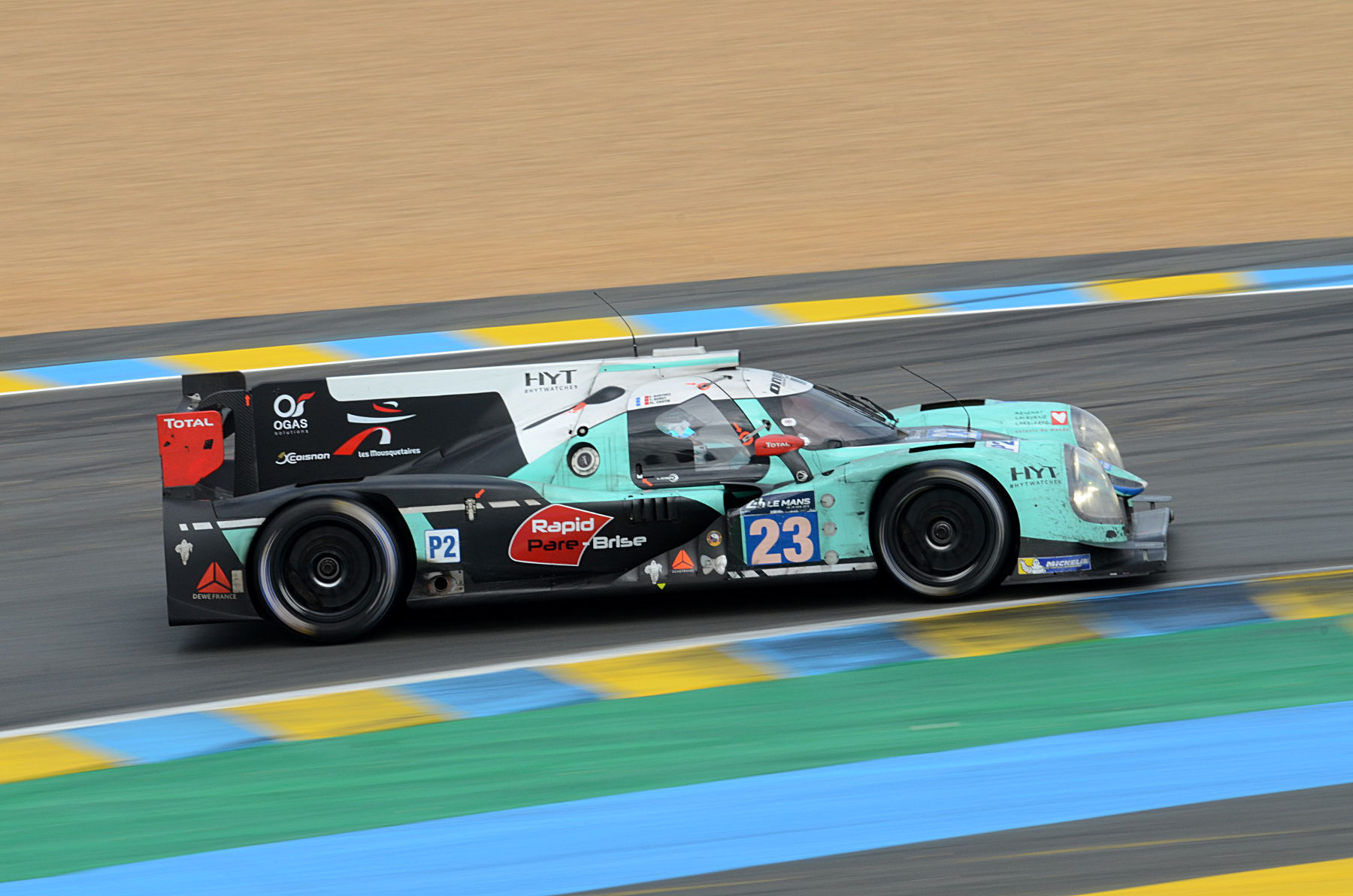
Ligier JS P2 de l'écurie Panis Barthez Compétition en 2016

| Année | Classe | no | Voiture        | Pneus | SIL              | MON               | RBR              | LEC               | SPA               | POR             | Total | Pos. |
| ----- | ------ | -- | -------------- | ----- | ---------------- | ----------------- | ---------------- | ----------------- | ----------------- | --------------- | ----- | ---- |
| 2016  | LMP3   | 16 | Ligier JS P3   | M     | SIL gén:18 cls:7 | IMO gén:17 cls:3  | RBR gén:19 cls:8 | LEC gén:24 cls:8  | SPA gén:20 cls:11 | EST Abd.        | 30,5  | 7e   |
| 2016  | LMP2   | 23 | Ligier JS P2   | M     | SIL gén:9 cls:9  | IMO gén:7 cls:7   | RBR gén:7 cls:7  | LEC gén:11 cls:11 | SPA gén:7 cls:7   | EST gén:8 cls:7 | 27,5  | 8e   |
| 2017  | LMP3   | 16 | Ligier JS P3   | M     | SIL gén:20 cls:9 | MON gén:24 cls:11 | RBR Abd.         | LEC gén:17 cls:5  | SPA Abd.          | POR Abd.        | 12,5  | 12e  |
| 2017  | LMP2   | 23 | Ligier JS P217 | M     | SIL gén:9 cls:9  | MON gén:7 cls:7   | RBR gén:5 cls:5  | LEC gén:4 cls:4   | SPA gén:9 cls:9   | POR gén:6 cls:6 | 41    | 7e   |
| 2018  | LMP2   | 23 | Ligier JS P217 | M     | LEC 8            | MON 7<            | RBR 10           | SIL 6             | SPA 3             | POR 2           | 45.5  | 6e   |
| 2019  | LMP2   | 23 | Ligier JS P217 | M     | LEC 10           | MON 9             | BAR 15           |                   |                   |                 | 19,5  | 11e  |
| 2019  | LMP2   | 23 | Oreca 07       | M     |                  |                   |                  | SIL 7             | SPA 8             | POR 7           | 19,5  | 11e  |
| 2019  | LMP2   | 24 | Ligier JS P217 | M     | LEC Abed.        | MON 7             | BAR Abed.        | SIL 5             | SPA Abed.         | POR 8           | 20    | 10e  |
| 2020  | LMP2   | 23 | Oreca 07       | G     | LEC Abed.        | SPA 3<            | LEC 4<           | MON 5             | POR 5             |                 | 47    | 4e   |
| 2021  | LMP2   | 65 | Oreca 07       | G     | BAR 2            | RBR 14            | LEC 8            | MON 1             | SPA 3             | POR 4           | 74.5  | 3e   |
| 2022  | LMP2   | 65 | Oreca 07       | G     | LEC 3            | MON 4             | MON 2            | BAR 2             | SPA 4             | POR 2           | 94    | 2e   |
| 2023  | LMP2   | 65 | Oreca 07       | G     | CAT 2            | LEC 6             | ARA 4            | SPA 2             | ALG 3             | POR 3           | 86    | 3e   |

N.B. * Saison en cours. Les courses en " gras  'indiquent une pole position, les courses en "italique" indiquent le meilleur tour de course.

### Résultats enAsian Le Mans Series
| Année     | Classe | no | Pilotes                                              | Voiture      | Pneus | 1               | 2               | 3               | 4               | Position | Points |
| --------- | ------ | -- | ---------------------------------------------------- | ------------ | ----- | --------------- | --------------- | --------------- | --------------- | -------- | ------ |
| 2018-2019 | LMP2   | 35 | François Heriau Jean-Baptiste Lahaye Matthieu Lahaye | Ligier JS P2 | M     | SHA gén:6 cls:6 | FUJ gén:4 cls:4 | THA gén:3 cls:3 | SEP gén:3 cls:3 | 4e       | 50     |

## Pilotes
- James Allen (2020)
- Fabien Barthez (2016-2017)[10]
- Theo Bean (2017)[10]
- Nathanaël Berthon (2017)[10]
- René Binder (2019)
- Timothé Buret (2016-2019)[11],[10],[12]
- Julien Canal (2018-2022)[13]
- Paul-Loup Chatin (2016)[14]
- Éric Debard (2016-2017)[15],[10]
- Simon Gachet (2016-2017)[15],[10]
- Tijmen van der Helm (2023)
- François Hériau (2018-2019)
- Léonard Hoogenboom (2019)
- Nico Jamin (2020, 2022)
- Jean-Baptiste Lahaye (de) (2018-2019)
- Matthieu Lahaye (2018-2019)
- Manuel Maldonado (2023)
- Valentin Moineault (2016)[15]
- Will Stevens (2018-2020)[13]
- Konstantin Tereshchenko (2019)
- Job van Uitert (2022-2023)
- Matthieu Vaxivière (2020)